# Uniwersytet Papieski Jana Pawła II w Krakowie
Uniwersytet Papieski Jana Pawła II w Krakowie, UPJPII – kościelna uczelnia katolicka z siedzibą w Krakowie, finansowana na zasadach uczelni publicznej.
Uczelnia powstała w 1981 jako Papieska Akademia Teologiczna w Krakowie, kontynuująca tradycje zamkniętego w 1954 przez władze PRL Wydziału Teologicznego Uniwersytetu Jagiellońskiego. W 2009 została przekształcona w Uniwersytet Papieski Jana Pawła II w Krakowie.
Uniwersytet prowadzi działalność naukowo-dydaktyczną na sześciu wydziałach w Krakowie i jednym w Tarnowie. W dniu 27 kwietnia 2024 r. Dykasteria ds. Kultury i Edukacji Stolicy Apostolskiej erygowała nowy wydział na UPJPII – Wydział Nauk o Komunikacji. W roku akademickim 2023/2024 kształcił 2940 osób (w tym 39 słuchaczy studiów doktoranckich oraz 56 słuchaczy szkoły doktorskiej), zatrudniał 421 pracowników, w tym 284 naukowo-dydaktycznych, wśród których znajdowało się 39 profesorów tytularnych. Uczelnia posiada uprawnienia do nadawania stopnia naukowego doktora i stopnia naukowego doktora habilitowanego w dziewięciu dziedzinach/dyscyplinach:
1. nauki humanistyczne/filozofia
2. naukI humanistyczne/historia
3. nauki teologiczne/nauki biblijne
4. nauki o rodzinie/nauki o rodzinie
5. nauki humanistyczne/nauki o sztuce
6. nauki społeczne/nauki o komunikacji społecznej i mediach
7. nauki teologiczne/nauki teologiczne
8. nauki społeczne/prawo kanoniczne
9. nauki społeczne/nauki socjologiczne[8].

W 2018 Wydział Filozoficzny i Wydział Teologiczny otrzymały kategorię naukową A, pozostałe wydziały otrzymały kategorię B. W wyniku ewaluacji za lata 2017–2021 Uniwersytet otrzymał kategorie naukowe dla poszczególnych dyscyplin: nauki teologiczne A, filozofia A, historia B+, nauki o komunikacji społecznej i mediach B+, nauki o sztuce B+, nauki socjologiczne B+.
Biblioteka Główna UPJPII posiada w swoich zbiorach ok. 580 tys. egzemplarzy wydawnictw zwartych, czasopism, starych druków i zbiorów specjalnych.
Wykłady dla studentów świeckich i sióstr zakonnych odbywają się zasadniczo w budynku przy ul. Franciszkańskiej 1 i od 2013 także przy ul. Bernardyńskiej 3, gdzie wcześniej mieściły się Wyższe Seminarium Duchowne Archidiecezji Częstochowskiej i Wyższe Seminarium Duchowne Diecezji Sosnowieckiej. W oficynie budynku przy ul. Franciszkańskiej 1 znajduje się kaplica św. Jana Pawła II. Druga mieści się w budynku przy ul. Bernardyńskiej.

## Historia
Uczelnia powstała 8 grudnia 1981 na mocy wydanego przez papieża Jana Pawła II motu proprio Beata Hedvigis jako Papieska Akademia Teologiczna w Krakowie. Początkowo tworzyły ją wydziały: Filozoficzny, Historii Kościoła oraz Teologiczny. Pierwszym rektorem uczelni został ks. Marian Jaworski.
W 1999 senat Papieskiej Akademii Teologicznej przekształcił Instytut Teologiczny w Tarnowie w Zamiejscowy Wydział Teologiczny PAT. Kongregacja ds. Edukacji Katolickiej uznała tę decyzję za przedwczesną i proceduralnie błędną. Dodatkowo Ministerstwo Nauki nie przyznało tarnowskiej jednostce uprawnień do nadawania stopnia doktora nauk teologicznych. Z tego względu opracowano nowy statut wydziału, a w grudniu 2003 senat uczelni podjął kolejną uchwałę ws. przekształcenia. Ostatecznie Wydział Teologiczny Sekcja w Tarnowie został erygowany 14 maja 2004.
W 2008 powołano Wydział Nauk Społecznych, którego kadrę naukową utworzyli przede wszystkim byli pracownicy Wydziału Teologicznego. Również w 2008 przekształcono Wydział Historii Kościoła w Wydział Historii i Dziedzictwa Kulturowego. W tym samym roku zreformowano strukturę tego wydziału, powołując Instytut Historii, Historii Sztuki i Kultury oraz Międzyuczelniany Instytut Muzyki Kościelnej. W 2009 na Wydziale Nauk Społecznych utworzono Instytut Nauk o Rodzinie oraz Instytut Dziennikarstwa i Komunikacji Społecznej.
Dekretem Kongregacji ds. Edukacji Katolickiej z 19 czerwca 2009 Papieska Akademia Teologiczna została przekształcona w Uniwersytet Papieski Jana Pawła II w Krakowie. W styczniu 2011 otwarto dla czytelników nowy gmach biblioteki uniwersyteckiej, wybudowany w latach 2000–2010 (prace nie przebiegały z jednakową intensywnością). Wolny dostęp do zbiorów stał się możliwy w październiku 2011. W 2013 Komitet Ewaluacji Jednostek Naukowych przyznał Wydziałowi Filozoficznemu i Wydziałowi Teologicznemu Sekcja w Tarnowie kategorię A. Pozostałe wydziały uczelni otrzymały kategorię B. W 2014 erygowano Wydział Prawa Kanonicznego.
W piątek, 12 kwietnia 2019 w Domu Arcybiskupów Krakowskich przy ul. Franciszkańskiej 3 miało miejsce podpisanie listu intencyjnego w sprawie ustanowienia siedziby Uniwersytetu Papieskiego Jana Pawła II w Krakowie na terenie Centrum Jana Pawła II „Nie lękajcie się”, które zostanie rozbudowane. Dokument podpisali: metropolita krakowski, a zarazem Wielki Kanclerz UPJPII, abp Marek Jędraszewski, rektor Uniwersytetu Papieskiego, ks. prof. dr hab. Wojciech Zyzak oraz prezes Centrum Jana Pawła II „Nie lękajcie się”, ks. mgr Mateusz Hosaja. Natomiast 25 czerwca Uniwersytet i Gmina Wadowice zawarły umowę o partnerskiej współpracy w zakresie dydaktyczno - naukowym, między innymi poprzez organizację  prowadzonych przez pracowników UPJPII otwartych wykładów, związanych z postacią Świętego Jana Pawła II, wypracowania koncepcji stworzenia filii uczelni na terenie miasta Wadowice, wymiany informacji, spostrzeżeń i doświadczeń oraz wzajemnego promowania stron.
8 czerwca 2022 ks. arcybiskup Marek Jędraszewski dokonał pobłogosławienia placu przy ulicy Bobrzyńskiego 10 w Krakowie, gdzie ma zostać wybudowany Kampus Jana Pawła II, obok znajdującej się tam już jej biblioteki.

## Władze uczelni
Władze uczelni w kadencji 2024–2028 (od 1 września 2024):
- Rektor: ks. prof. dr hab. Robert Tyrała
- Prorektor ds. studenckich i dydaktyki: dr hab. Małgorzata Duda, prof. UPJPII
- Prorektor ds. polityki kadrowej i promocji: ks. dr hab. Antoni Świerczek, prof. UPJPII
- Prorektor ds. nauki: ks. prof. dr hab. Tomasz Rozkrut
- Prorektor ds. umiędzynarodowienia i dyrektor Szkoły Doktorskiej: ks. dr hab. Andrzej Kielian

Władze uczelni w kadencji 2020–2024 (od 1 września 2020):
- Rektor: ks. prof. dr hab. Robert Tyrała
- Prorektor ds. studenckich i dydaktyki: dr hab. Małgorzata Duda, prof. UPJPII
- Prorektor ds. polityki kadrowej i promocji: ks. dr hab. Antoni Świerczek, prof. UPJPII
- Prorektor ds. nauki oraz dyrektor Szkoły Doktorskiej: ks. prof. dr hab. Tomasz Rozkrut

Władze uczelni w kadencji 2018–2020 (do 31 sierpnia 2020):
- Rektor: ks. prof. dr hab. Wojciech Zyzak
- Prorektor ds. studenckich i dydaktyki: ks. dr hab. Robert Tyrała, prof. UPJPII
- Prorektor ds. rozwoju i polityki kadrowej: ks. dr hab. Antoni Świerczek, prof. UPJPII
- Prorektor ds. potencjału naukowego i współpracy międzynarodowej: ks. prof. dr hab. Józef Stala

### Dziekani wydziałów
- Wydział Filozoficzny: ks. dr hab. Jarosław Jagiełło, prof. UPJPII
- Wydział Historii i Dziedzictwa Kulturowego: ks. prof. dr hab. Jacek Urban
- Wydział Nauk Społecznych: ks. dr hab. Grzegorz Godawa, prof. UPJPII
- Wydział Prawa Kanonicznego: ks. prof. dr hab. Tomasz Rozkrut
- Wydział Teologiczny: ks. prof. dr hab. Jan Dziedzic
- Wydział Teologiczny Sekcja w Tarnowie: ks. dr hab. Marek Kluz, prof. UPJPII[26]

## Struktura organizacyjna

### Wydziały
- Wydział Filozoficzny

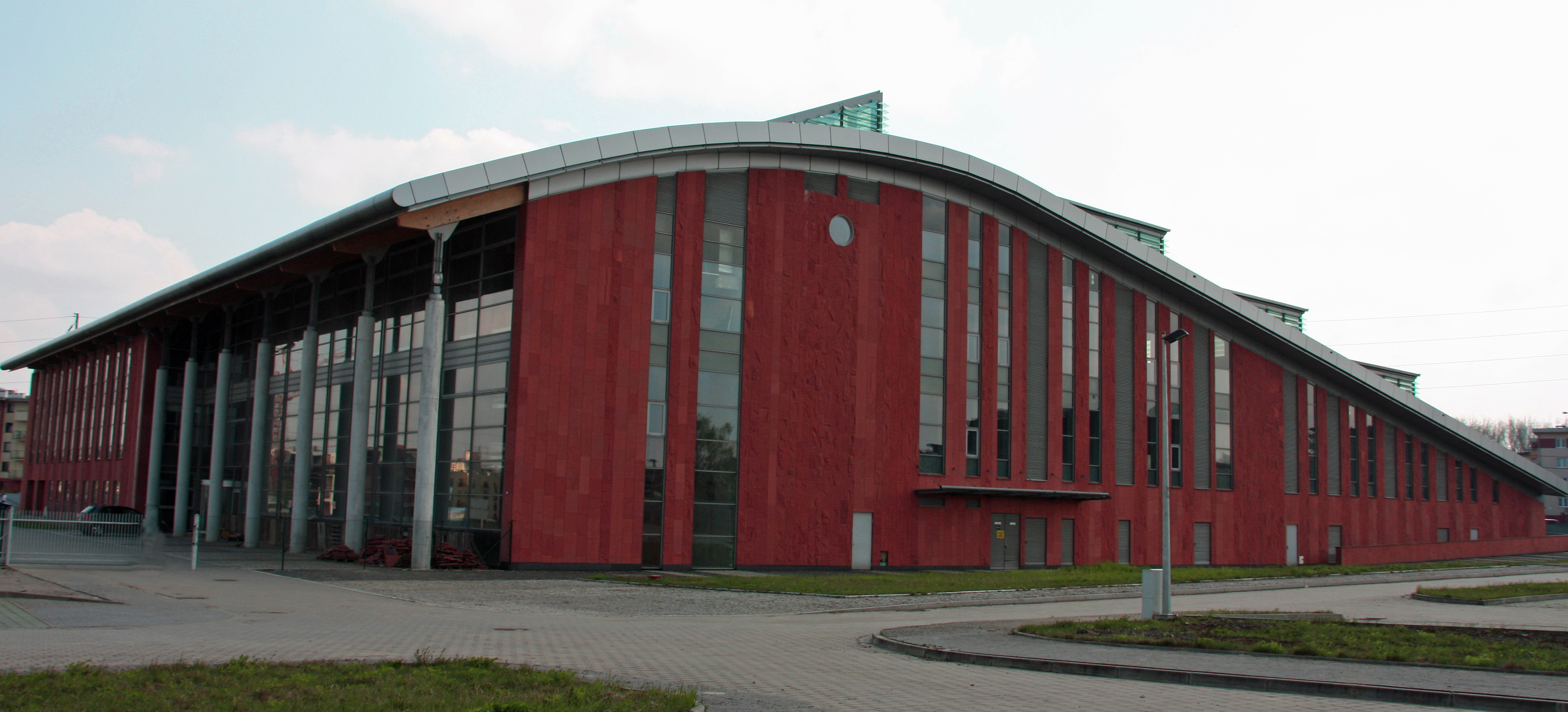
Biblioteka Główna na Ruczaju

  - Katedra Etyki (kierownik: ks. prof. dr hab. Władysław Zuziak)
  - Katedra Filozofii Boga, Religii i Psychologii Religii (kierownik: -)
  - Katedra Filozofii Kultury (kierownik: ks. dr hab. Dariusz Oko, prof. UPJPII)
  - Katedra Filozofii Przyrody (kierownik: ks. dr hab. Janusz Mączka SDB, prof. UPJPII)
  - Katedra Filozofii Społecznej i Polityki (kierownik: dr hab. Joanna Mysona Byrska, prof. UPJPII)
  - Katedra Filozofii Rosyjskiej i Bizantyjskiej (kierownik: s. prof. dr hab. Tereza Obolevich)
  - Katedra Historii Filozofii (kierownik: o. dr hab. Marek Urban CSsR, prof UPJPII)
  - Katedra Karola Wojtyły (kierownik: ks. prof. dr hab. Grzegorz Hołub)
  - Katedra Logiki i Epistemologii (kierownik: ks. dr hab. Adam Olszewski)
  - Katedra Metafizyki i Filozofii Człowieka (kierownik: ks. dr hab. Jarosław Jagiełło, prof. UPJPII)
  - Katedra Psychologii i Metodologii Badań (p.o. kierownika: dr Jagoda Stompór-Świderska)
  - Katedra Psychologii i Psychopatologii Rozwoju Człowieka (kierownik: dr hab. Ewa Gurba, prof. UPJPII)

- Wydział Historii i Dziedzictwa Kulturowego
  - Instytut Historii (kierownik dyscypliny historia: dr hab. Marian Wolski, prof. UPJPII; )
  - Instytut Historii Sztuki i Kultury (kierownik dyscypliny nauki o sztuce: ks. dr hab. Dariusz Tabor, prof. UPJPII)
  - Instytut Muzyki Kościelnej (kierownik kierunku muzyka kościelna: dr hab. Susi Ferfoglia, prof. UPJPII)

- Wydział Nauk Społecznych
  - Instytut Dziennikarstwa, Mediów i Komunikacji Społecznej (dyrektor: dr hab. Katarzyna Drąg)
  - Instytut Rodziny, Pedagogiki i Pracy Socjalnej (dyrektor: dr Katarzyna Wojtanowicz)

- Wydział Prawa Kanonicznego
  - Katedra Kanonicznego Prawa Procesowego (kierownik: ks. prof. dr hab. Tomasz Rozkrut)
  - Katedra Kanonicznego Prawa Małżeńskiego (kierownik: ks. dr hab. Piotr Majer, prof. UPJPII)
  - Katedra Norm Ogólnych i Teorii Prawa (kierownik: o. prof. dr hab. Piotr Skonieczny)
  - Katedra Prawa Osobowego i Ustroju Kościoła (kierownik: dr hab. Przemysław Michowicz prof. UPJPII)

- Wydział Teologiczny
  - Instytut Liturgiczny (dyrektor: ks. dr hab. Przemysław Nowakowski CM)
  - Instytut Nauk Biblijnych (dyrektor: ks. prof. dr hab. Roman Bogacz)
  - Instytut Teologii Dogmatycznej i Patrystycznej (dyrektor: ks. prof. dr hab. Arkadiusz Baron)
  - Instytut Teologii Moralnej i Duchowości (dyrektor: ks. dr hab. Krzysztof Gryz)
  - Instytut Teologii Fundamentalnej, Ekumenii i Dialogu (dyrektor: o. prof. dr hab. Andrzej Napiórkowski OSPPE)
  - Instytut Teologii Praktycznej (dyrektor: o. dr hab. Jerzy Brusiło OFMConv, prof. UPJPII)
  - Ośrodek Studiów Franciszkańskich (dyrektor: o. dr hab. Jerzy Brusiło OFMConv, prof. UPJPII)[26]

- Wydział Teologiczny Sekcja w Tarnowie
  - Katedra Filozofii (kierownik: ks. dr hab. Tadeusz Pabjan, prof. UPJPII)
  - Katedra Pisma Świętego (kierownik: ks. dr hab. Piotr Łabuda, prof. UPJPII)
  - Katedra Patrologii i Historii Kościoła (kierownik: ks. prof. dr hab. Antoni Żurek)
  - Katedra Teologii Systematycznej (kierownik: ks. prof. dr hab. Janusz Królikowski)
  - Katedra Teologii Praktycznej, Prawa Kanonicznego i Pedagogiki (kierownik: ks. prof. dr hab. Józef Stala)

### Jednostki poza- i międzywydziałowe
- Archiwum
- Archiwum Arcybiskupa Eugeniusza Baziaka w Krakowie
- Biblioteka Główna
- Chór „Psalmodia”
- Międzywydziałowe Studium Języków Obcych
- Międzywydziałowe Studium Wychowania Fizycznego – prowadzące m.in. sekcje: piłki nożnej mężczyzn, siatkówki kobiet i pływacko-nurkową, Smoczych Łodzi oraz koszykówki.
- Międzywydziałowy Instytut Bioetyki – powstały w roku akademickim 1987/1988 z inicjatywy ks. prof. Krzysztofa Szczygła, który został jego pierwszym dyrektorem. Następnie jednostką kierowali: ks. prof. dr hab. Tadeusz Biesaga oraz ks. dr hab. Andrzej Muszala, prof. UPJPII[27].
- Ośrodek Badań nad Myślą Jana Pawła II (dyrektor: o. prof. dr hab. Jarosław Kupczak OP)
- Papieski Uniwersytet Dzieci i Rodziców
- Uniwersytet Trzeciego Wieku. upjp2.edu.pl. [zarchiwizowane z tego adresu (2019-08-13)].
- Wydawnictwo Naukowe

### Jednostki międzyuczelniane
- Międzynarodowe Centrum Badań nad Fenomenem Solidarności – powstało 19 czerwca 2019 w wyniku podpisania Porozumienia o współpracy naukowej przez JE ks. abp prof. dr hab. Marka Jędraszewskiego oraz Przewodniczącego KK NSZZ „Solidarność” Piotra Dudę.

### Współpraca z seminariami duchownymi
Z uczelnią współpracuje 6 seminariów duchownych (diecezjalnych i zakonnych) położonych na terenie Polski Południowej. Absolwenci tych instytucji kończąc studia, otrzymują tytuły naukowe, które nadaje im właśnie Uniwersytet Papieski Jana Pawła II w Krakowie.

## Kierunki kształcenia
Wydział Filozoficzny
- filozofia

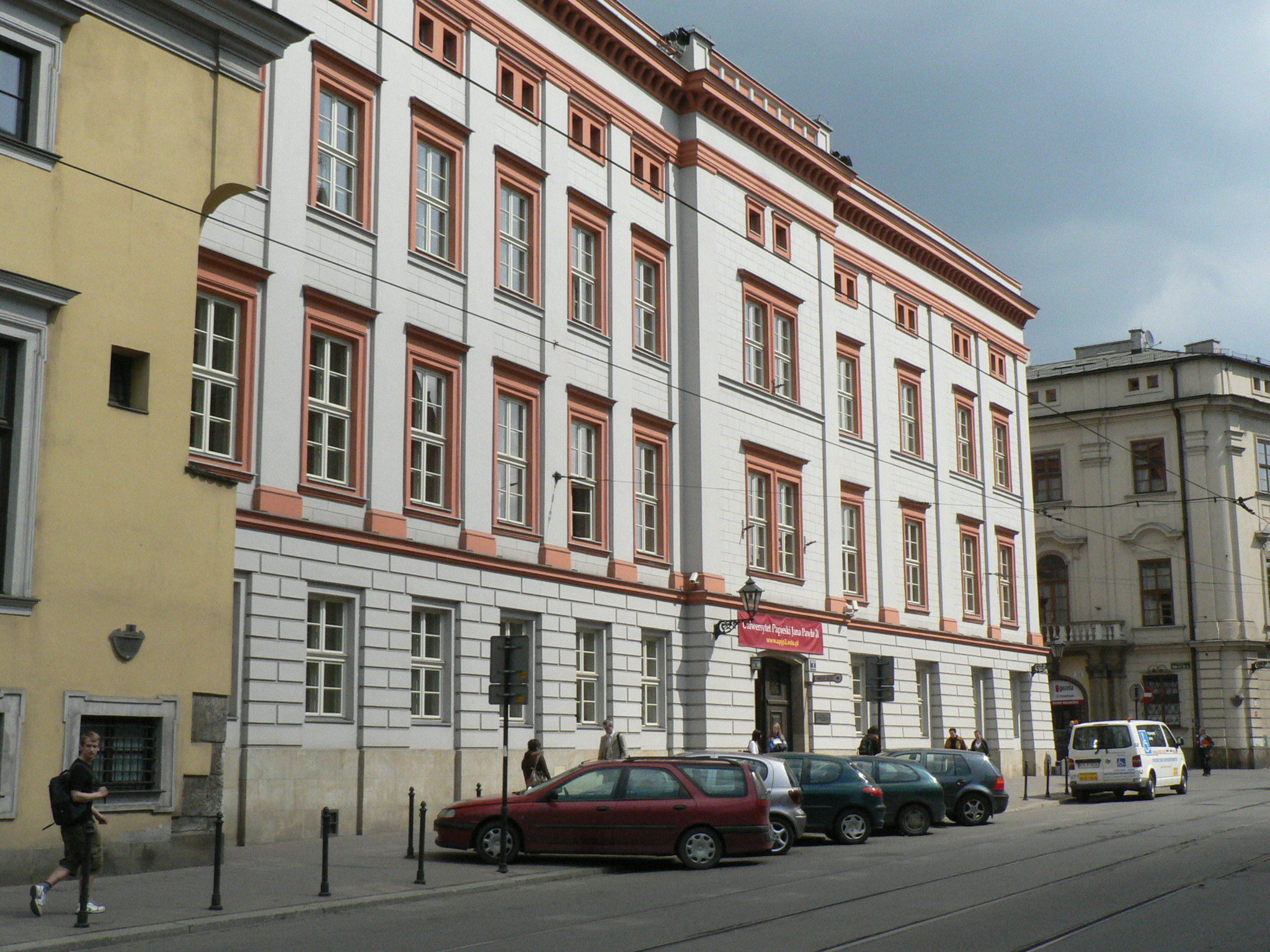
Budynek dydaktyczny przy ul. Franciszkańskiej 1

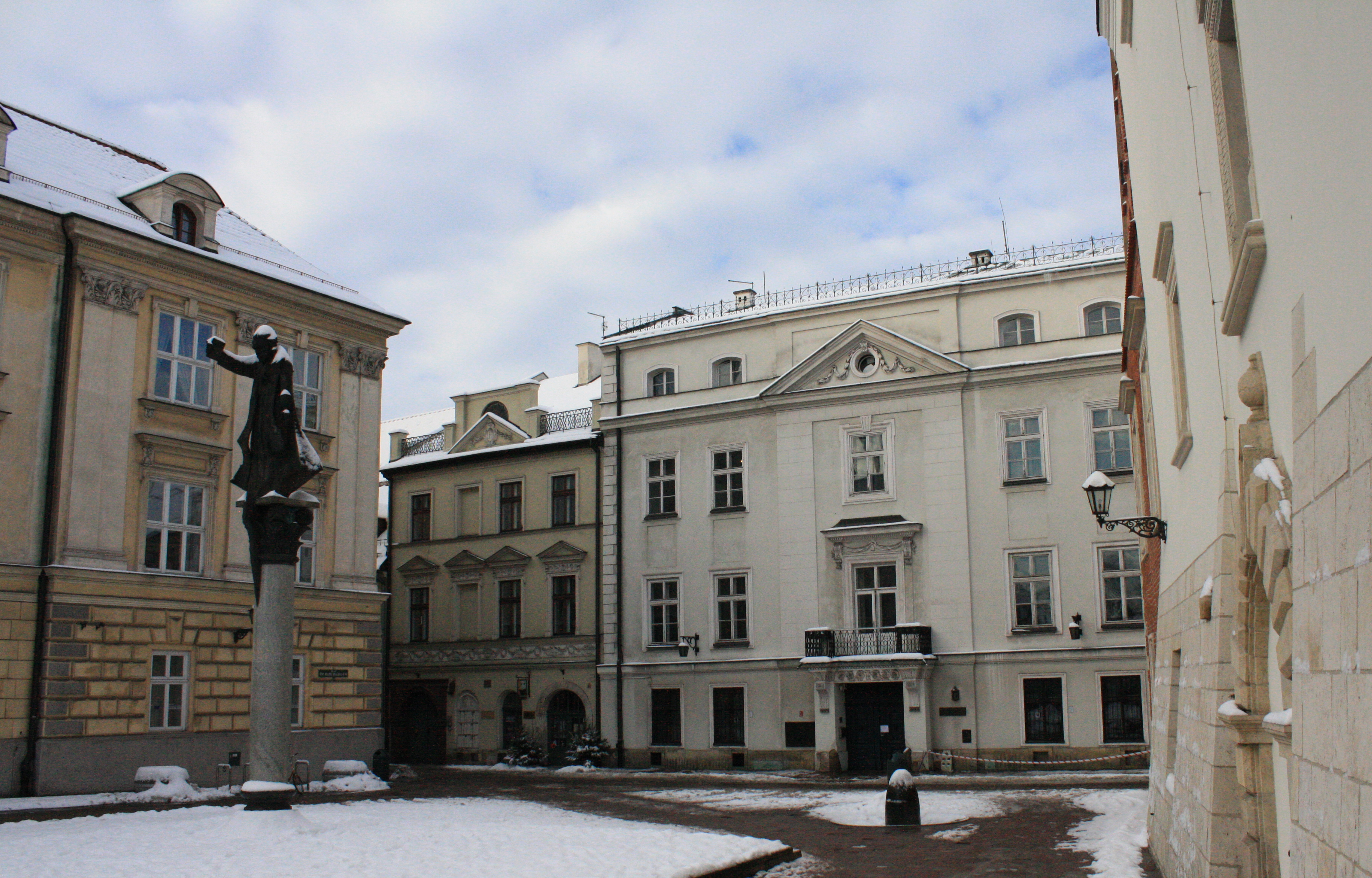
Budynek administracji przy ul. Kanoniczej 9

- Philosophy (studia w języku angielskim)
- Philosophy, Ethics and Religion (specjalność języku angielskim)
- psychologia

Wydział Historii i Dziedzictwa Kulturowego
- archiwistyka, zarządzanie dokumentacją i infobrokerstwo
- historia
- historia sztuki
- muzyka kościelna
- ochrona dóbr kultury
- turystyka i zarządzanie dziedzictwem

Wydział Nauk Społecznych
- Communication and Media Studies (specjalność języku angielskim)
- digital media – kreatywność, analiza, zarządzanie
- dziennikarstwo i komunikacja społeczna
- komunikowanie promocyjno-wizerunkowe – reklama, branding, PR
- nauki o rodzinie
- pedagogika
- praca socjalna

Wydział Prawa Kanonicznego
- prawo kanoniczne

Wydział Teologiczny
- teologia

Wydział Teologiczny Sekcja w Tarnowie
- teologia

## Uprawnienia do nadawania stopni naukowych
Uniwersytet Papieski Jana Pawła II posiada uprawnienia do nadawania stopni naukowych:
- doktora nauk humanistycznych w dyscyplinach:
  - filozofia
  - historia
- doktora nauk społecznych w dyscyplinach
  - nauki o komunikacji społecznej i mediach
  - nauki socjologiczne
- doktora nauk teologicznych w dyscyplinach
  - nauki biblijne
  - nauki teologiczne

- doktora habilitowanego nauk humanistycznych w dyscyplinach:
  - filozofia
  - historia
- doktora habilitowanego nauk teologicznych w dyscyplinach 
  - nauki biblijne
  - nauki teologiczne

## Rektorzy

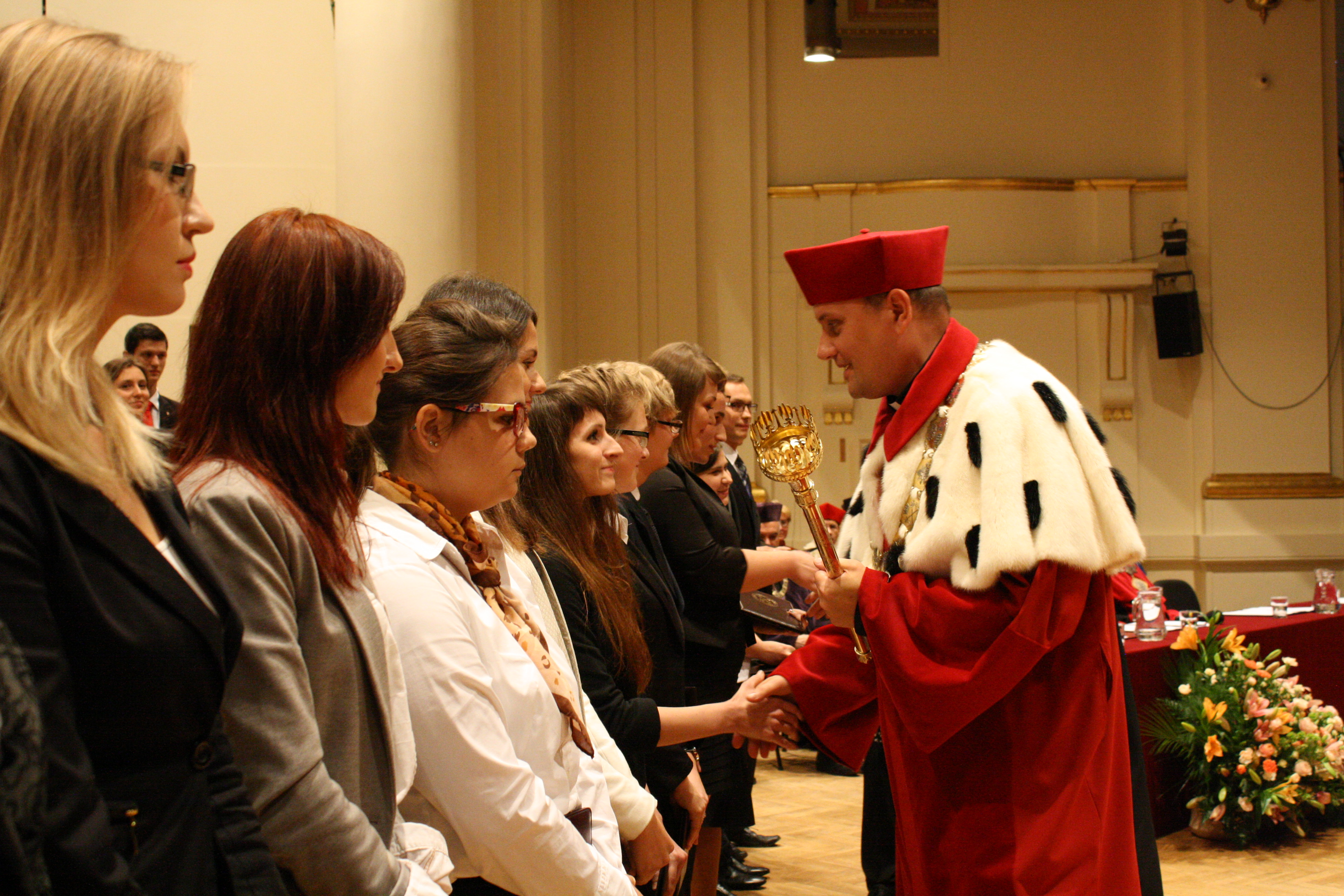
Inauguracja roku akademickiego 2014/2015. Po prawej ks. prof. dr hab. Wojciech Zyzak

Papieska Akademia Teologiczna w Krakowie
- 1981–1987: Marian Jaworski
- 1987–1992: Wacław Świerzawski
- 1992–1998: Adam Kubiś
- 1998–2004: Tadeusz Pieronek
- 2004–2009: Jan Maciej Dyduch

Uniwersytet Papieski Jana Pawła II w Krakowie
- 2009–2010: Jan Maciej Dyduch
- 2010–2014: Władysław Zuziak
- 2014–2020: Wojciech Zyzak
- 2020–2024: Robert Tyrała